# Henry Yevele
Henry Yevele (ca. 1320-1400) fue el más prolífico y exitoso maestro albañil activo a finales de la Inglaterra medieval. El primer documento relativo a él está fechado el 3 de diciembre de 1353, cuando adquirió la libertad de Londres. En febrero de 1356 ya era lo suficientemente conocido para ser elegido como uno de los seis albañiles miembros de una comisión para informar al alcalde y concejales de la ciudad de Londres acerca de los actividades y artículos relativos a su oficio.

## Biografía
Su primera relación con las obras en los edificios reales fue probablemente cuando fue contratado desde marzo de 1357 a septiembre de 1359 para remodelar la mansión del príncipe Negro en Kennington, al precio de 221 £ 4s. 7d. El 23 de junio de 1360, fue nombrado  "disposer"  ("eliminador") de las obras reales en el palacio de Westminster y de la Torre de Londres. Por este motivo le fue pagado 1s. por día, aunque continuó la realización de otros encargos no reales.
En el palacio de Westminster, Yevele fue responsable de la remodelación de Westminster Hall, y de dos edificios esencialmente utilitarios, la  Jewel Tower, en el palacio Privado (1365–1366), y la torre del reloj (ahora destruida), que se situaba  frente a la puerta norte de Westminster Hall y regulaba las sesiones de las cortes reales de justicia allí (1366–1367).
En la Torre de Londres, Yevele fue responsable de la Bloody Tower [torre sangrienta], mientras que varias obras menores, incluyendo la bóveda de la esclusa del siglo XIII, fueron realizadas por el hermano de Henry, Robert. El principal objetivo de la actividad edificatoria del rey en este momento, sin embargo, era el castillo de Windsor. El maestro albañil allí, John Sponlee  (fal. 1382?), desfiló en el cortejo fúnebre de la reina Philippa en 1369 como un escudero mayor, mientras que Yevele era clasificado sólo como un escudero menor. Durante el reinado de Eduardo III el trabajo estrictamente arquitectónico de Yevele para la corona fue realizado en Londres,  con una pequeña excepción, pero suministró materiales para numerosos sitios de construcción reales en Kent y Surrey, y también para Londres.
La más importante de las obras que sobreviven de la mano de Yevele son las naves de la abadía de Westminster (1362) y de la catedral de Canterbury (1377–1400), esta última completada en un temprano estilo gótico perpendicular.
Yevele asesoró sobre las reparaciones y nuevos trabajos en los castillos de Southampton (1378–1379), Carisbrooke (1380–1385), Winchester (1390–1400) y Portchester (1384–1385), y sobre las murallas de la ciudad de Canterbury (1385–1386), pero no se sabe en qué medida participó en temas importantes de diseño. En 1381, 1389, y 1393 el consejo de Yevele fue buscado por  William de Wykeham, obispo de Winchester, que había sido jefe de obras en el castillo de Windsor desde 1356 a 1361. El 29 de agosto de 1390 Yevele fue declarado exento del jurado y otras formas de servicio teniendo en cuenta sus deberes oficiales y su "avanzada edad".
El trabajo de Yevele para otros clientes legos ocurrió en las décadas de 1370 y 1380. Para Juan de Gante llevó a cabo en 1375 obras no especificadas en el Palacio Savoy de Londres y, junto con otro albañil, Thomas Wrek, contrató para el duque una gran y muy suntuosa tumba con canopio en la Antigua Catedral de San Pablo. Para John de Cobham, 3er Baron Cobham, suministró el diseño (devyse) para una nueva nave lateral sur de la iglesia parroquial de Londres de St Dunstan-in-the-East, aunque no se hizo cargo del edificio. A partir de 1368 se desempeñó como uno de los dos guardianes del puente de Londres. Aunque los wardenships eran puramente administrativos, es muy probable que él fuera el diseñador de la capilla del ábside de dos pisos de Santo Tomás, que se proyecta hacia el este desde el centro del puente, y que estaba en construcción entre 1384 y 1397. La capilla poseía una "mesa" o handboard que contenía un resumen de la historia del puente, que fue la fuente por la que John Leland, un anticuario del siglo XVI, declarara que «un maestro albañil beinge de la howse puente» ("a mason beinge master of the bridge howse"), construyó la capilla a sus espensas. Esta notificación sólo puede referirse a Yevele, cuyo nombre probablemente no significaba nada para Leland.

## Muerte
Yevele murió en 1400 y fue enterrado en la iglesia de St Magnus el mártir por el puente de Londres. Su monumento ya existía en la época de John Stow (finales del siglo XVI), pero fue destruido probablemente por el gran incendio de Londres.

## Obras
Las obras que se pueden atribuir a Yevele, con un nivel razonable de seguridad, son:
- 1358: Granja en Kennington (parte,  destruida)
- 1361: Bloody Tower de la Torre de Londres
- 1362: Abbot's House, abadía de Westminster
- 1362: nave y claustro occidental, abadía de Westminster
- 1365: Palacio de Westminster, torre del reloj (destruida)
- Partes del viejo puente de Londres (destruido)
- 1371: London Charterhouse
- 1372–1380: la pantalla del altar mayor de la catedral de Durham, , enviada en cajas desde Londres a Newcastle
- 1376: palacio Savoy (parte, destruido)
- 1377–1400: nave y claustro sur de la catedral de Canterbury
- 1378: puerta occidental, Canterbury
- ca. 1380: los muros este y sur del claustro de la abadía de St Albans (probablemente iniciada c.1380) (no mencionada por Harvey)
- 1381–1388: fachada del transepto sur de la Antigua Catedral de San Pablo (no mencionada por Harvey)
- 1381: vieja St Dunstan-in-the-East (parte, destruida)
- 1383: puente de Rochester (destruido)
- 1385: murallas de la ciudad de Canterbury
- 1395: Westminster Hall

- Las tumbas de:
  - 1374–1380: Juan de Gante y Blanca de Lancaster (destruida) en el coro de la Antigua Catedral de San Pablo.[3]
  - 1376: Eduardo, el príncipe negro en la catedral de Canterbury
  - iniciada a mediados de la década de 1380: arzobispo Simon Sudbury en la catedral de Canterbury
  - 1389: cardenal Simon Langham (fal. 1376) en la abadía de Westminster
  - después de 1386: Eduardo III en la abadía de Westminster
  - 1395: Ricardo II en la abadía de Westminster

## Galería de imágenes

Catedral de Canterbury
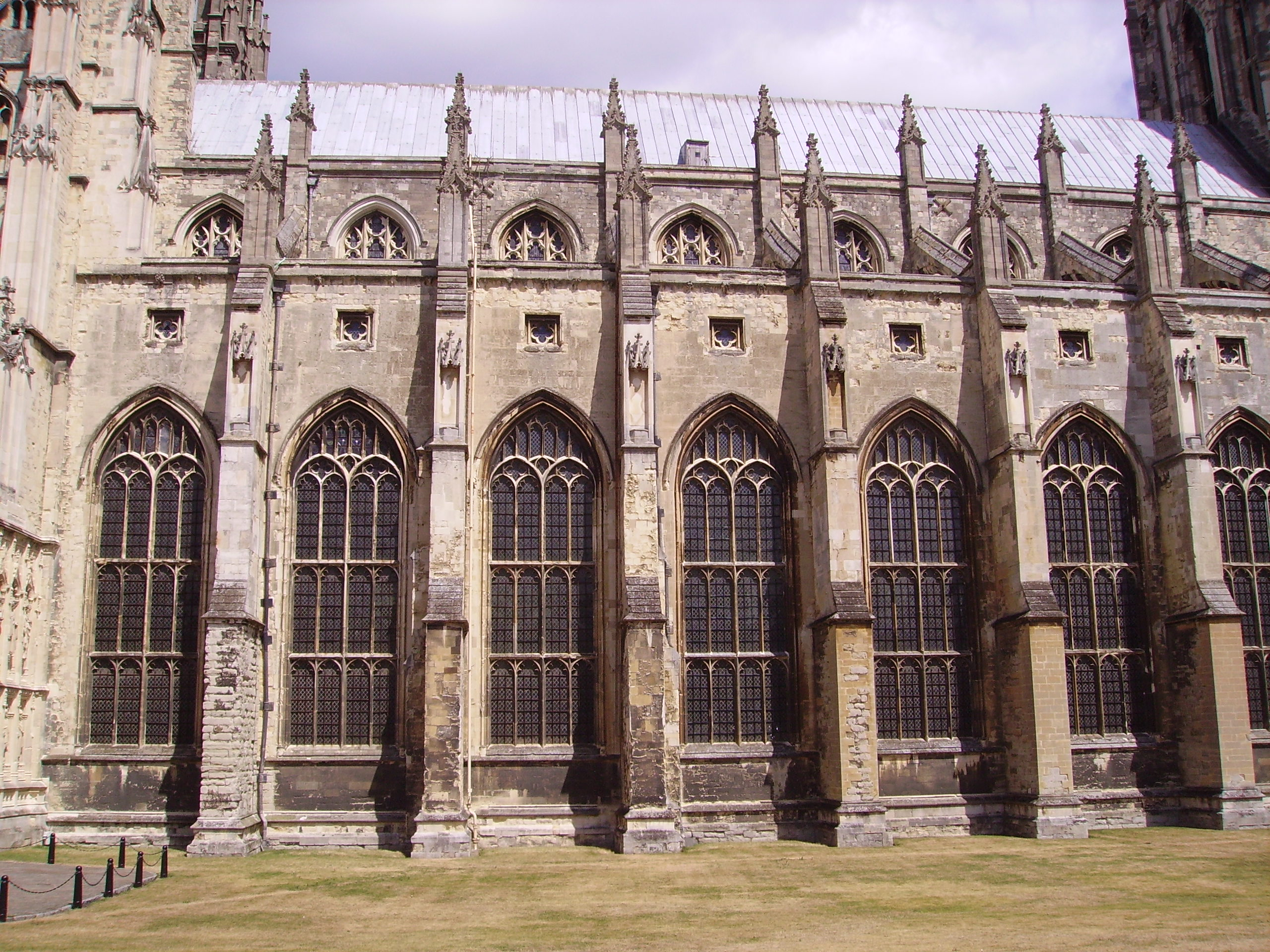
El lado sur de la nave
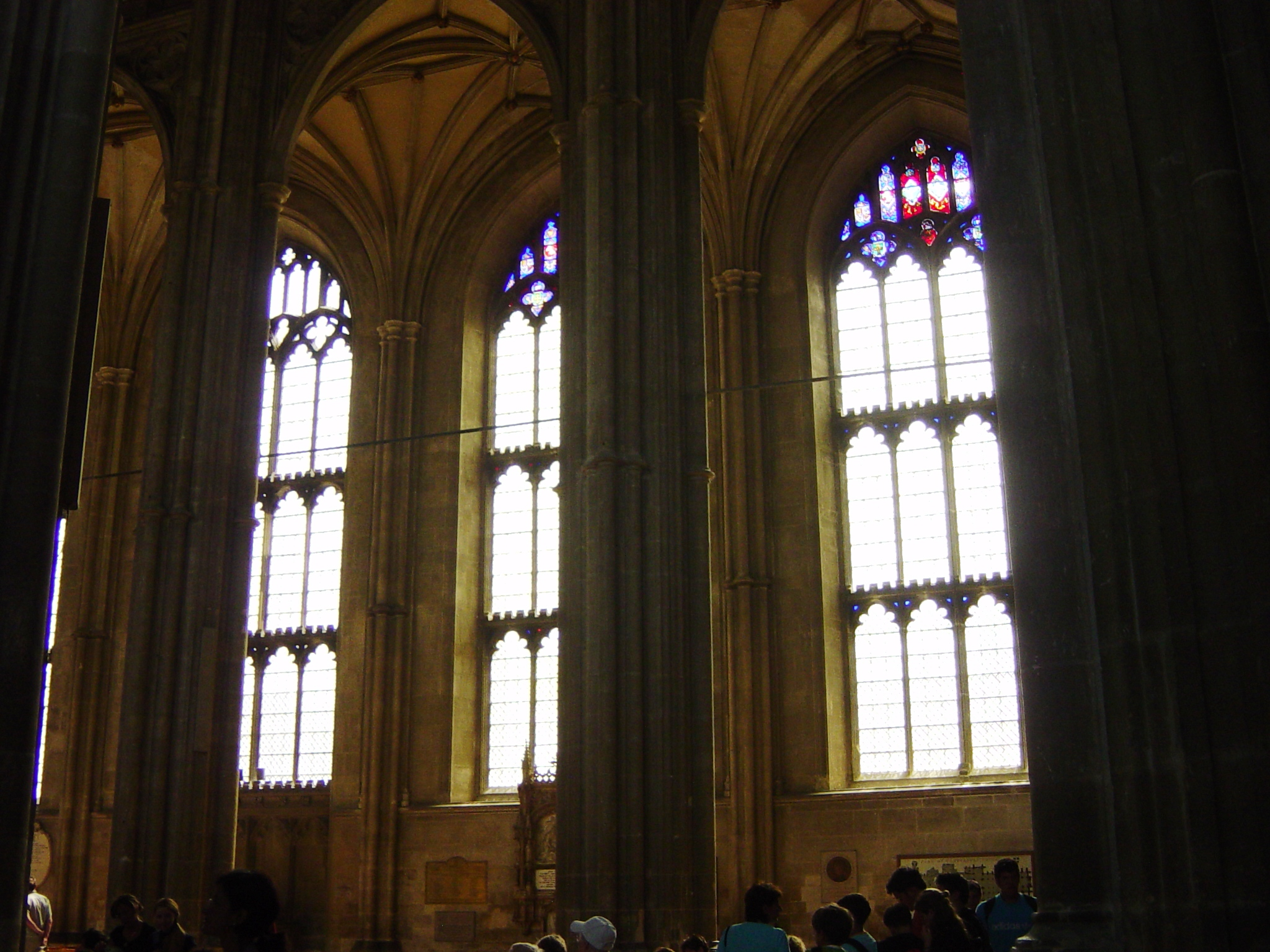
Nave lateral sur
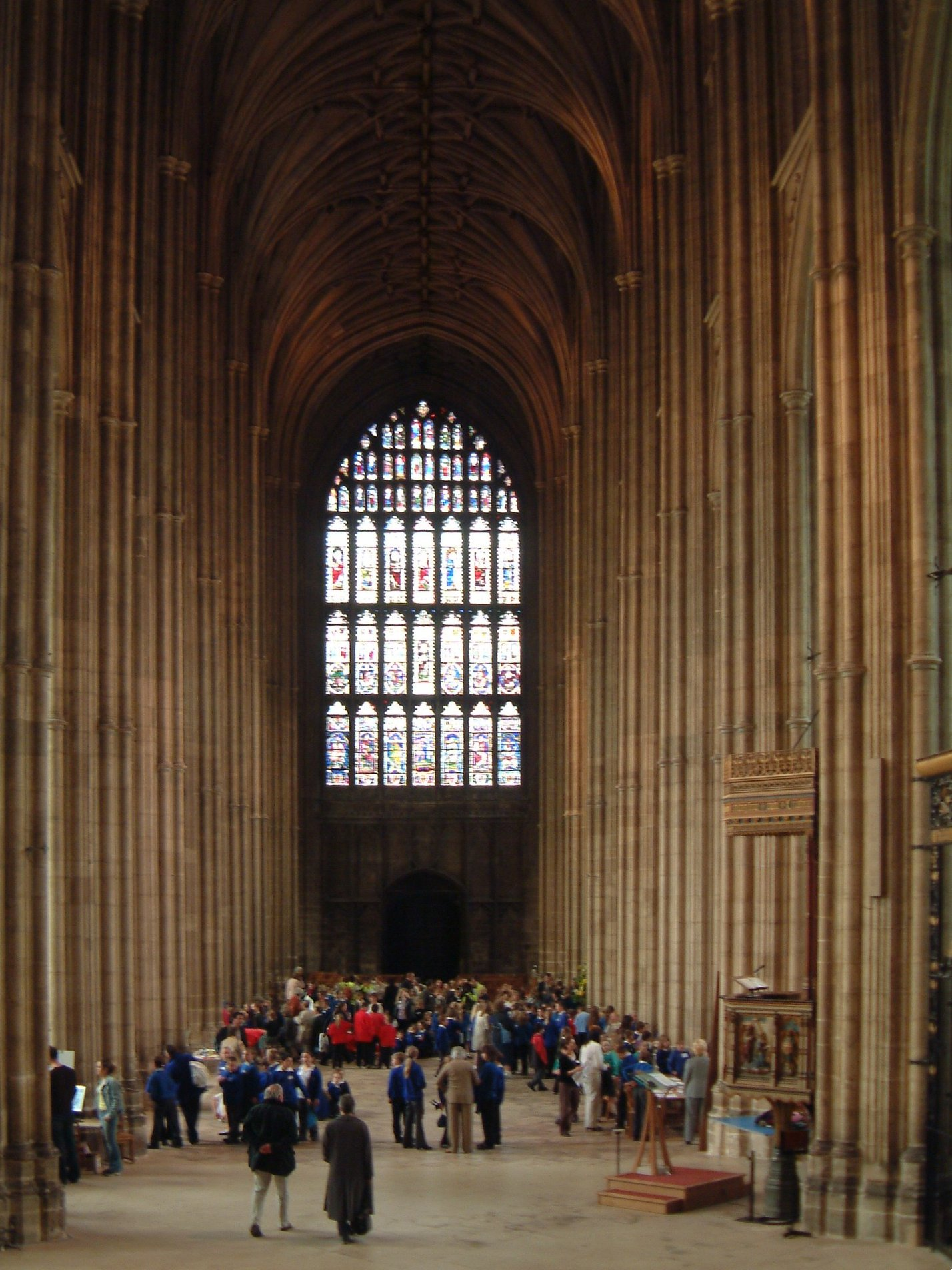
Nave mirando al oeste
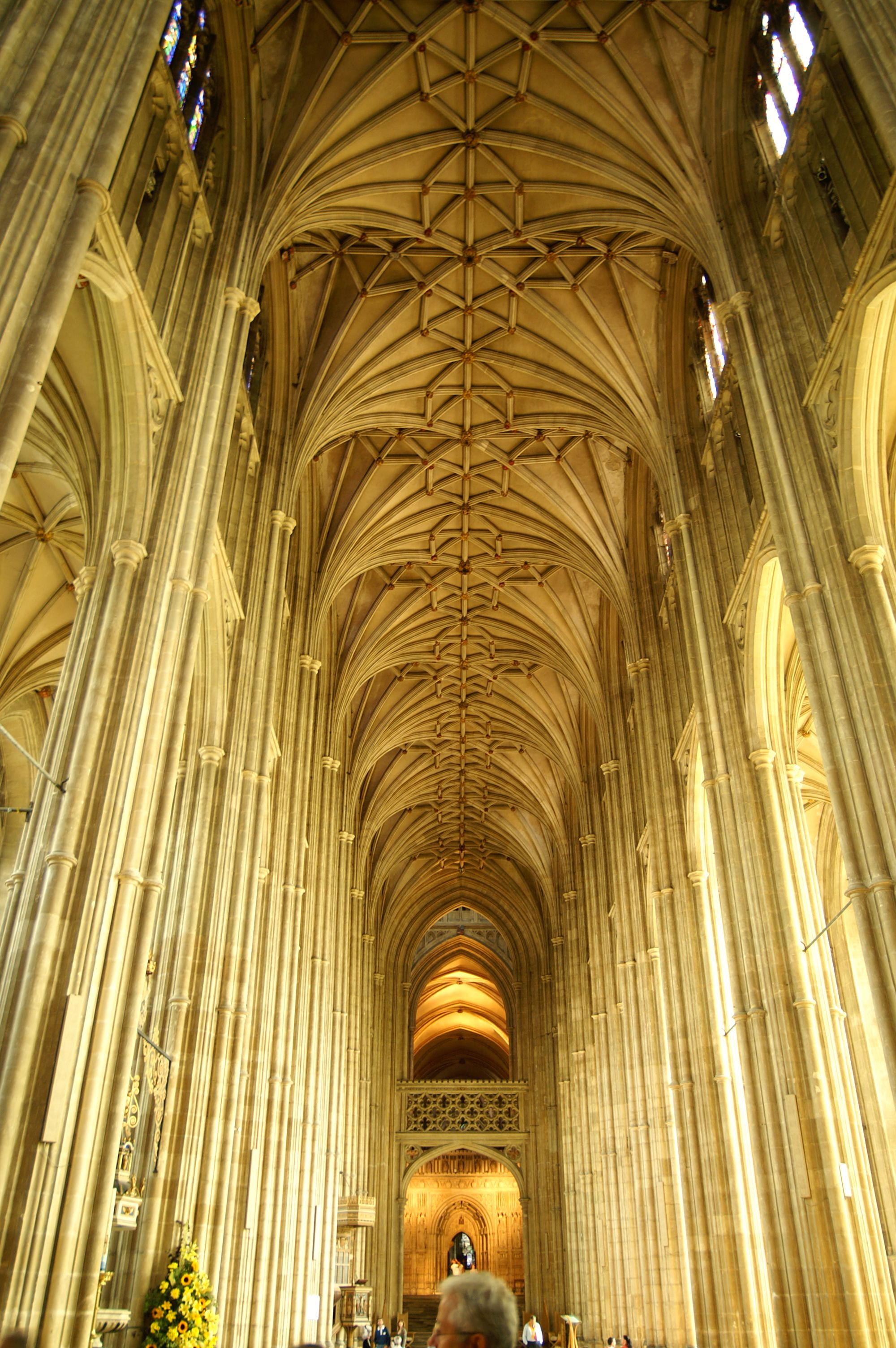
Nave mirando al este
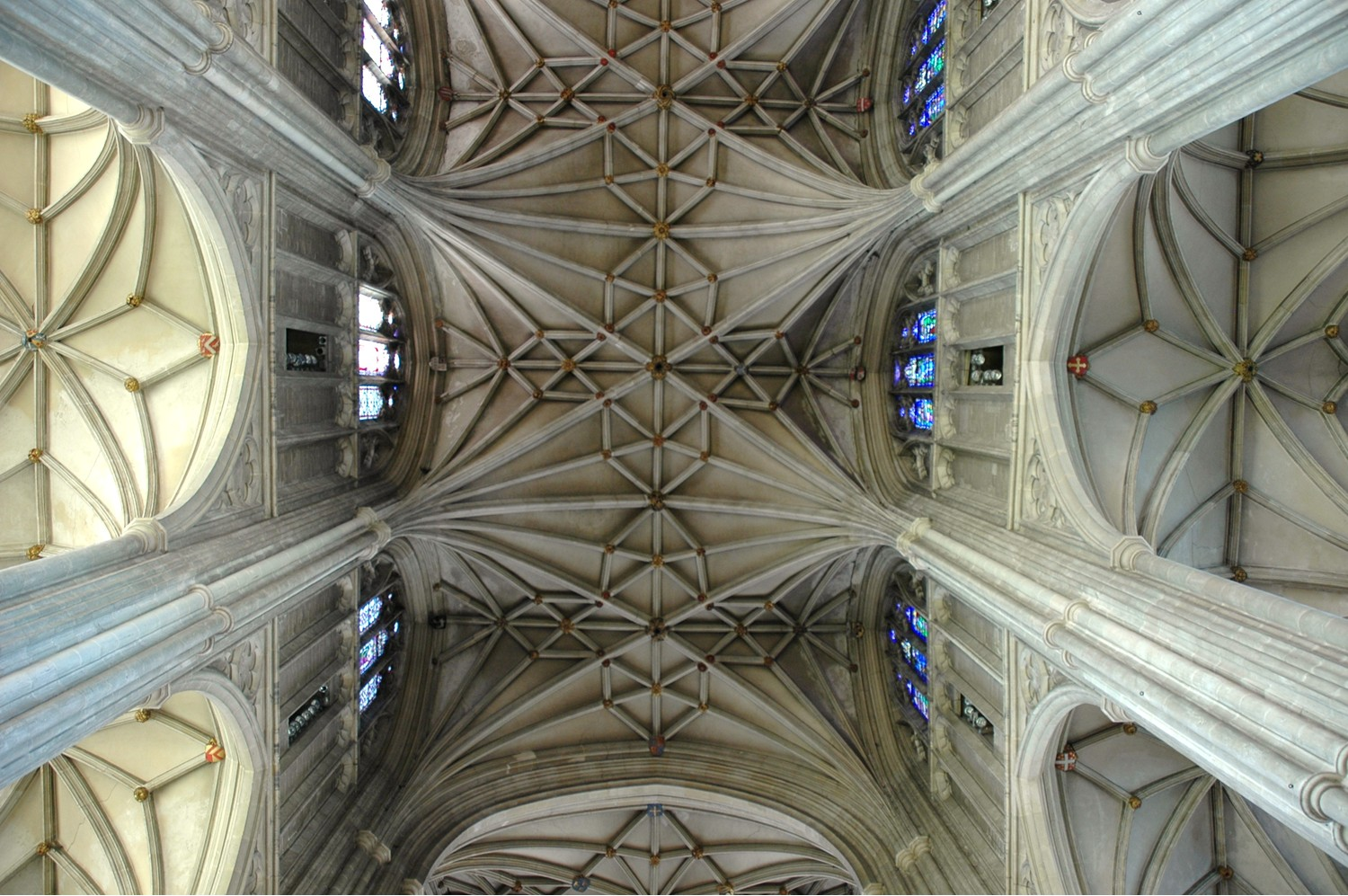
Abovedamiento en la nave
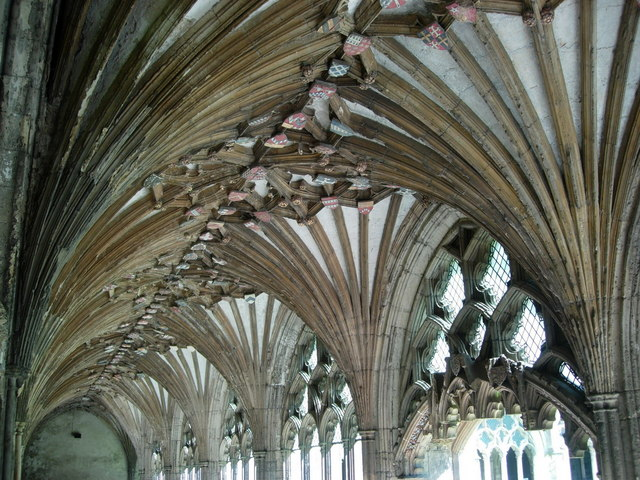
Claustros

Otras obras de Yevele
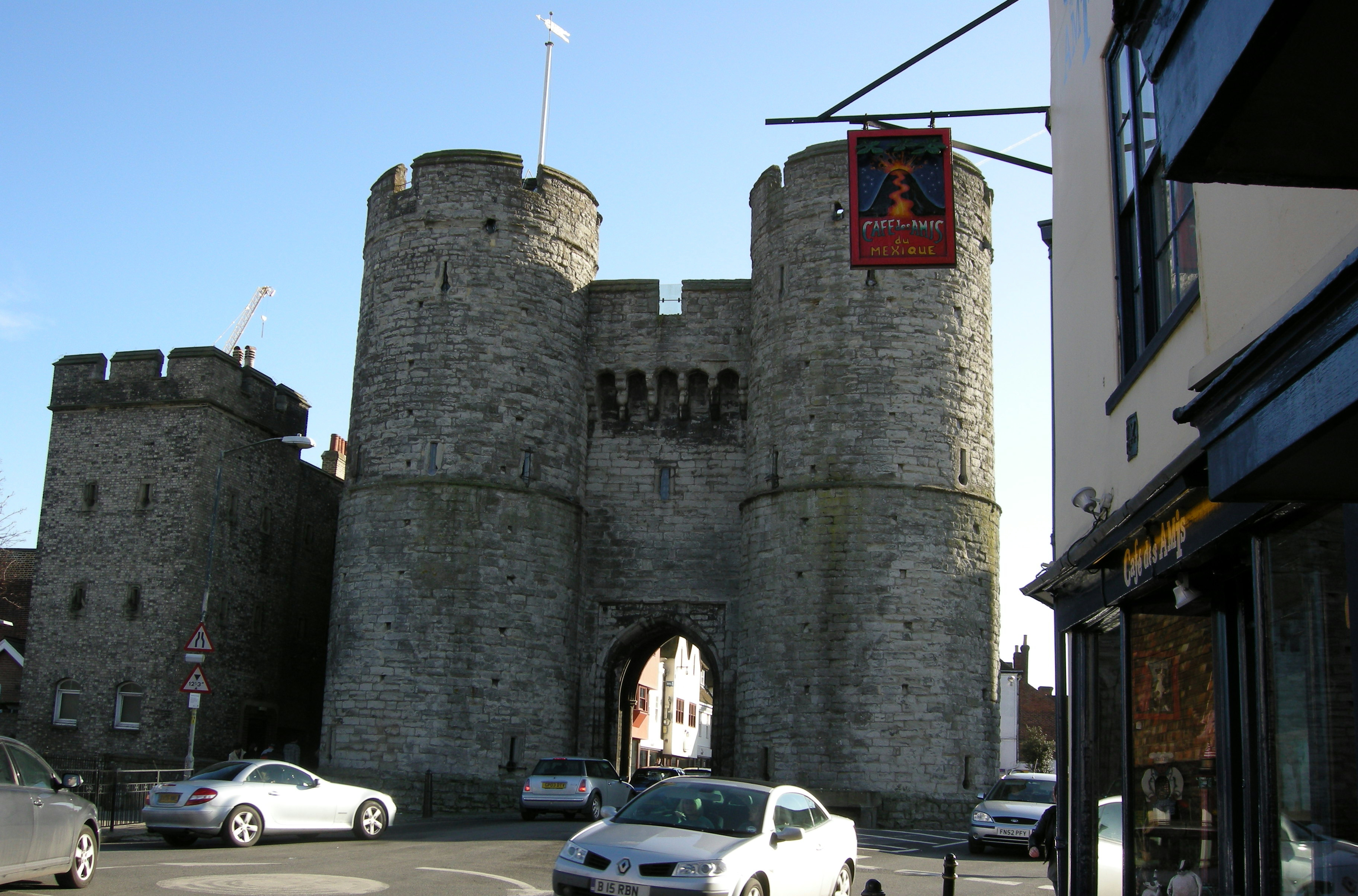
Puerta occidental de Canterbury
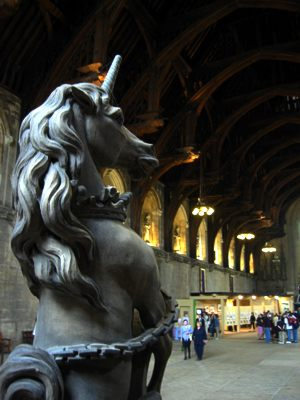
Westminster Hall, tejado de Hugh Herland
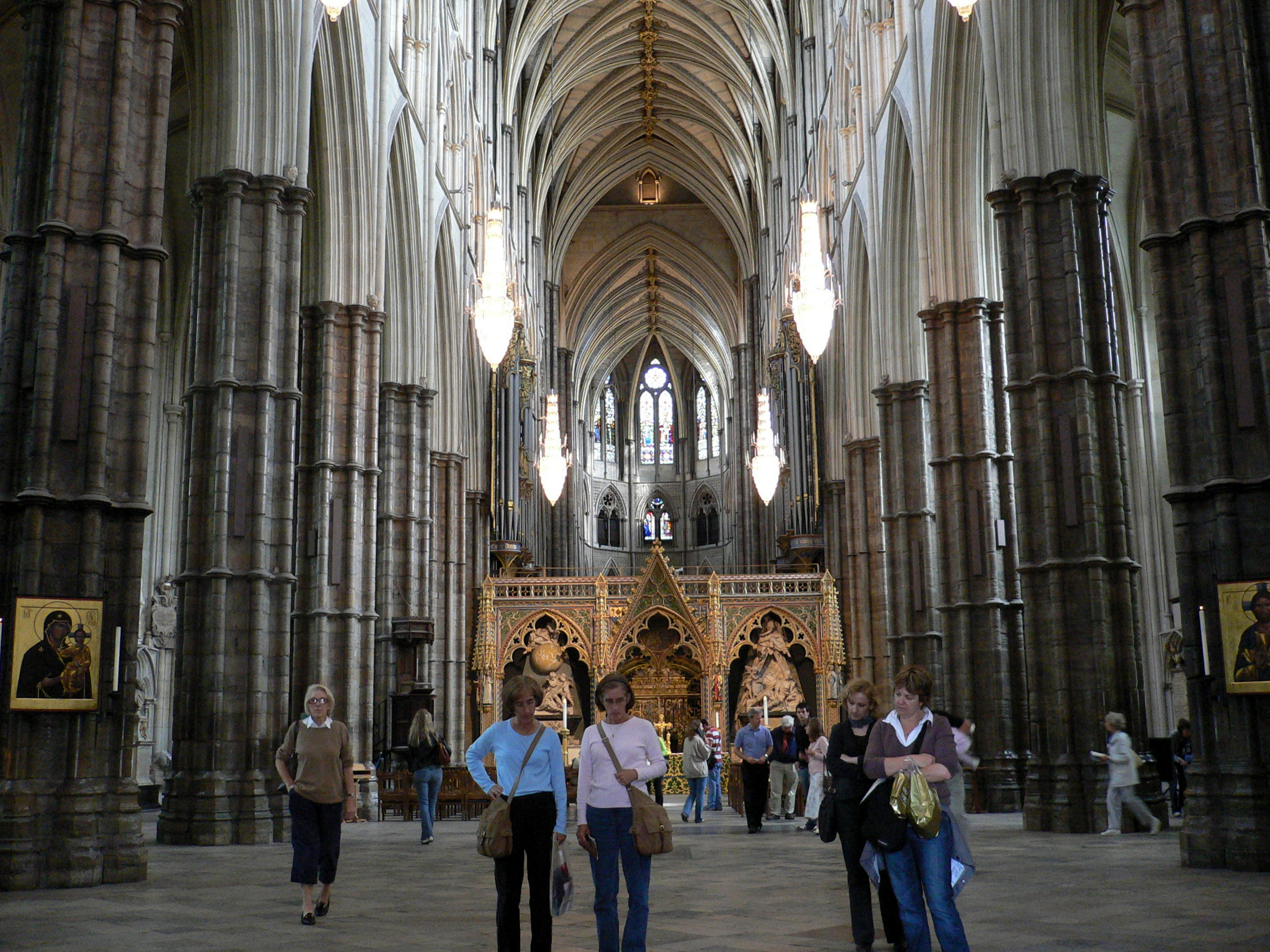
Abadía de Westminster, la nave mirando al este
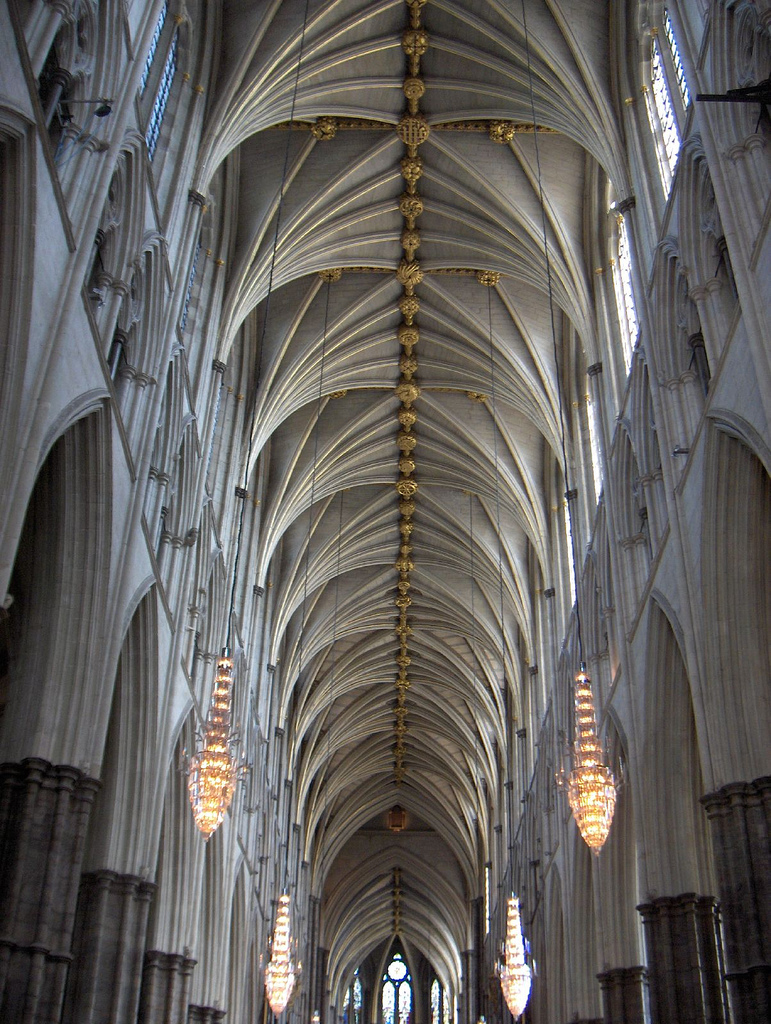
Abadía de Westminster, bóvedas de la nave
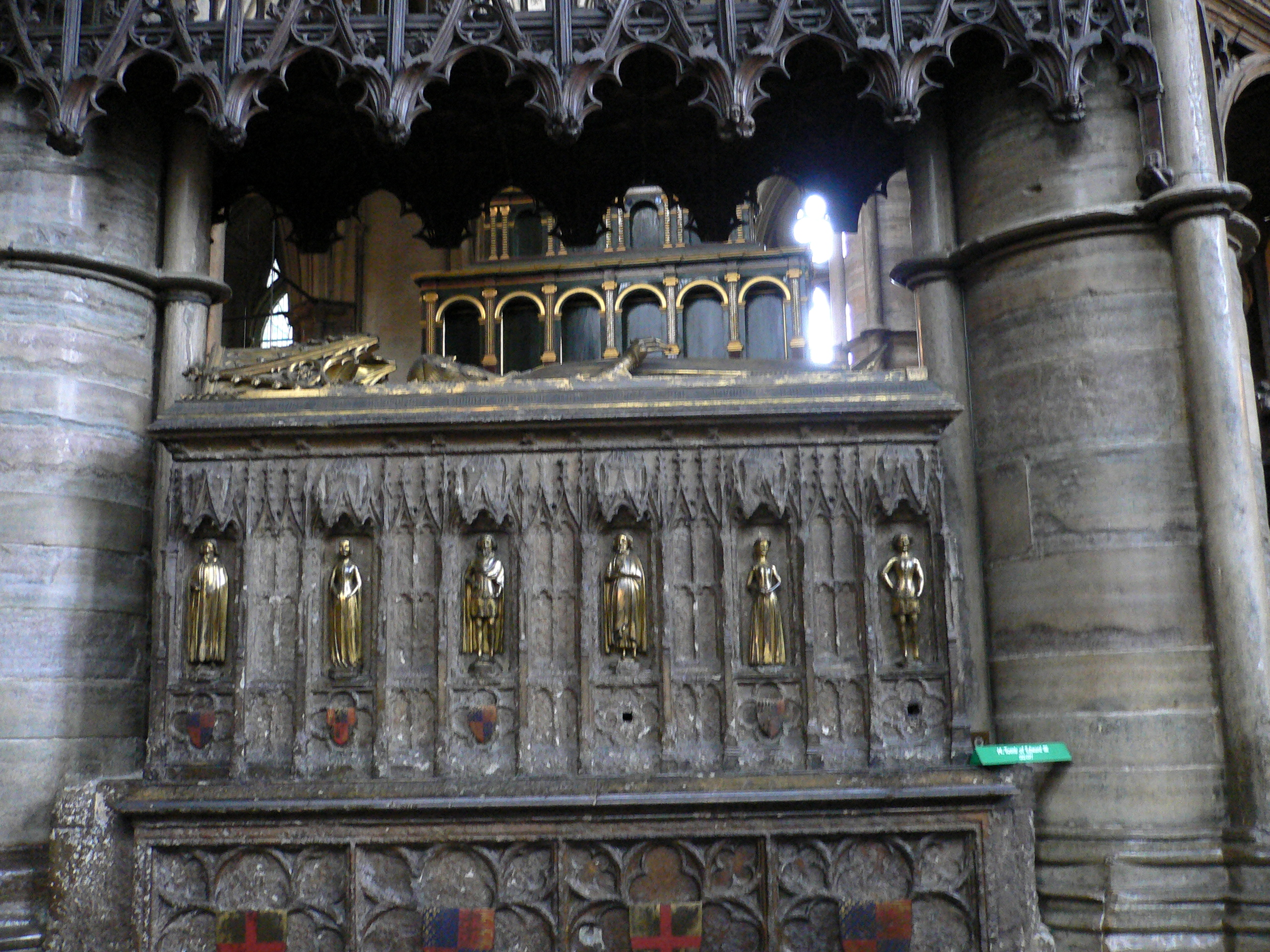
Tumba del rey Eduardo III, abadía de Westminster